# Nissan Forum
Der Nissan Forum ist ein Konzeptfahrzeug von Nissan. Der Van wurde auf der North American International Auto Show 2008 vorgestellt.
Er sollte als nächste Generation des Quest, bzw. Presage auf der Nissan-D-Plattform in Serie gefertigt werden.